# Endoufielle
 Endoufielle  là một xã thuộc tỉnh Gers trong vùng Occitanie tây nam nước Pháp. Xã này có độ cao trung bình 218 mét trên mực nước biển.